# Moussia Pinto Alves
Moussia von Riesenkampf Pinto Alves (Sebastopol, 8 de julho de 1901 - São Paulo 1986) foi uma pintora, escultora, designer de jóias e gravadora . 

## Biografia
Nasceu no Império russo, onde o pai era almirante do czar. Pertenceu à aristocracia da região da Crimeia sendo afetada diretamente pela revolução bolchevista de 1917. Seu pai foi assassinado em 1918 e sua mãe faleceu logo depois , tendo que fugir, primeiro para Constantinopla, depois Paris, e finalmente Hamburgo, onde conheceu o brasileiro Carlos Pinto Alves, advogado, intelectual e empresário, com quem se casou, vindo então para o Brasil, após um intervalo em Portugal..
Iniciou seus estudos artísticos em Sebastopol com Ivan Schveleff e com Catarina Sernoff, na Rússia.
Em São Paulo, amigos de Cicillo Matarazzo, logo o casal se integrou à alta sociedade paulistana. Sua casa à rua Barão de Piracicaba tornou-se um ponto assíduo de reuniões, não apenas de modernistas brasileiros como também de estrangeiros que estavam por aqui de passagem, como Alexander Calder, Henry Moore, o ator Jean Louis Barrault e Nelson Rockfeller. Dos frequentadores brasileiros constam Mário de Andrade, Anita Malfatti, Di Cavalcanti, Felícia Leiner, Bella Prado, Quirino da Silva, Baby e Guilherme de Almeida, somente para citar alguns .
Ao se integrar com os modernistas, participou do revolucionário Salão de Belas Artes do Rio de Janeiro, em 1931, onde expôs as obras "Imagem" e "Retrato da Srta Alves de Lima" . Ao lado de Tarsila do Amaral, Portinari e Guignard foi elogiada por Mário de Andrade., e na Sociedade Pró-Arte Moderna em São Paulo. entre 1932 e 1934. Também expôs no Salão de Maio em 1937 e 1938 e no 9º Salão do Sindicato dos Artistas Plásticos em 1944. 
Realizou duas exposições individuais, uma no Instituto dos Arquitetos do Brasil de São Paulo (1946) e outra na galeria Passedolt em Nova Iorque (1948). Participa do 1 e 4 Salão de Arte Moderna no Rio de Janeiro em 1952 e 1957 respectivamente. Em 1958, integra a mostra 47 Artistas do Prêmio Leirner de Arte Contemporânea, na Galeria de Arte das Folhas, em São Paulo. Participa de várias edições da Bienal Internacional de São Paulo, de 1951 até 1985.
Também na década de 40 participou do projeto de construção da capela do Cristo Operário, obra de ação comunitária na região do Ipiranga. Esta capela contou com obras de vários artistas como vitrais de Volpi e Geraldo de Barros e Moussia colaborou com duas esculturas, uma Madona e um São João Batista .
Devido ao contato direto com os primeiros modernistas como Lasar Segall e Malfatti, durante a década de 1930, seus temas principais eram a favela, as festas e os tipos populares . Posteriormente se interessa pela abstração e foi uma das precursoras da arte abstrata no Brasil, proferindo uma palestra na Faculdade de Direito de Recife, em 1948.
Seus trabalhos como escultora também foram significativos. Frequentemente o trabalho da artista é aproximado ao de Pola Rezende, ao da búlgara Liuba Wolf e Henry Moore. Em 1982, seu trabalho como escultora figura na exposição "Um Século de Escultura no Brasil", no MASP . 
Fez duas incursões como atriz no cinema, nos filmes Brasil Ano 2000, de Walter Lima Júnior. e Um Asyllo Muito Louco, de Nelson Pereira dos Santos.